# 波伊斯多夫

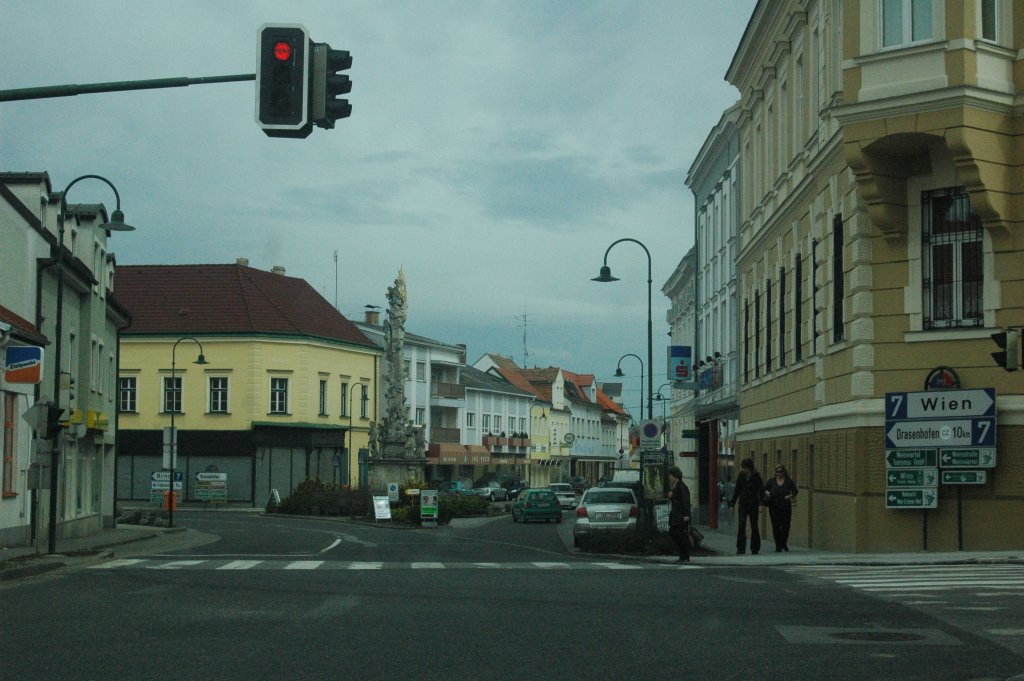

波伊斯多夫是奧地利的城鎮，位於該國東北部，由下奧地利州負責管轄，面積97.26平方公里，海拔高度225米，該地區自新石器時代有人類居住，2012年人口5,516。